# Maisie Williams
Margaret Constance "Maisie" Williams (født 15. april 1997) er en britisk skuespiller, kendt for rollen som Arya Stark i tv-serien Game of Thrones.

## Udvalgt filmografi

### Film
- The Falling (2014) – Lydia Lamont
- Cyberbully (2015, tv-film) – Casey Jacobs
- Then came you (2019, film) - Skye

### Tv-serier
- Game of Thrones (2011–19) – Arya Stark
- Doctor Who (2015) – Ashildr